# Erregung öffentlichen Ärgernisses
Erregung öffentlichen Ärgernisses ist in Deutschland nach § 183a StGB eine Straftat. Nach dieser Vorschrift wird mit Freiheitsstrafe bis zu einem Jahr oder mit Geldstrafe bestraft, wer öffentlich sexuelle Handlungen vornimmt und dadurch absichtlich oder wissentlich ein Ärgernis erregt, wenn die Tat nicht in § 183 StGB (exhibitionistische Handlungen) mit Strafe bedroht ist (wird nicht absichtlich oder wissentlich ein Ärgernis erregt, kommt eine Ahndung als Belästigung der Allgemeinheit in Betracht). Im Jahre 2018 wurden in Deutschland 240 Verurteilungen nach § 183a StGB ausgesprochen, 226 gegen Männer und 14 gegen Frauen.
Auch die Beschimpfung von Bekenntnissen, Religionsgesellschaften und Weltanschauungsvereinigungen kann laut § 166 StGB als Erregung öffentlichen Ärgernisses betrachtet werden und ist damit strafbar. Allerdings wird in §166 die Störung des öffentlichen Friedens betont. Die Begriffe "Beschimpfung" oder "öffentlicher Frieden" werden dabei nicht weiter definiert oder von öffentlichen Ärgernissen differenziert.

## Andere Länder

### Österreich
In Österreich sind öffentliche sexuelle Handlungen nach § 218 StGB ebenso wie sexuelle Belästigung mit bis zu sechs Monaten Freiheitsstrafe oder Geldstrafe bedroht.

### Schweiz
Auch in der Schweiz werden öffentliche sexuelle Handlungen der tätlichen sexuellen Belästigung gleichgestellt. Sie sind nach Art. 198 Schweizer Strafgesetzbuch mit Busse zu ahnden.

### USA
In den USA gibt es von Bundesstaat zu Bundesstaat unterschiedliche Regelungen.
Als Disorderly conduct werden eine Vielzahl unterschiedlicher Verhaltensweisen sanktioniert, die gegen die öffentliche Sicherheit oder Ordnung verstoßen.
Exhibitionismus und unbedeckte männliche Geschlechtsteile gelten als Public indecency, in einigen Staaten auch die nackte weibliche Brust. Allerdings ist in den meisten Staaten das Stillen in der Öffentlichkeit explizit erlaubt.
In US-amerikanischen Medien wurde die Frage diskutiert, ob das Urinieren in der Öffentlichkeit ebenfalls zur public indecency zählt und Wiederholungstäter die volle Härte der gegen Sexualstraftäter gerichteten Gesetze treffen sollte. Das öffentliche Urinieren ist in allen US-Bundesstaaten strafbar, sei es nach speziellen Gesetzen, sei es als Disorderly conduct.

## „Codex Iuris Canonici“ (katholische Kirche)
Der Codex Iuris Canonici von 1983 enthält die Regelung, dass „Erregung öffentlichen Ärgernisses“ ein Ausschlussgrund für die Gewährung eines kirchlichen Begräbnisses sein kann.